# Ludwig Schwabl
Ludwig Schwabl (* 1. Mai 1921 in Inzell; † 7. April 2007 ebenda) war ein deutscher Politiker (SPD) und Sportfunktionär. Von 1970 bis 1978 gehörte er dem Bayerischen Landtag an. 1966 war er Gründungsvorsitzender der Deutschen Eisschnelllauf-Gemeinschaft (DESG), die er bis 1972 führte. Er ist Träger hochrangiger Orden und Auszeichnungen.
Von 1966 bis 1990  war er 1. Bürgermeister von Inzell. Er gilt als einer der Pioniere des Eisschnelllaufs in der Bundesrepublik. Maßgeblich beeinflusste er den Ausbau seines Heimatortes zu einem Zentrum des deutschen Eisschnelllaufs.

## Leben
Schwabl wurde als Sohn eines Landwirtes geboren. Nach dem Besuch der Volks- und Berufsschule arbeitete er auf dem Hof der Eltern. 1938 wurde er zunächst zum Reichsarbeitsdienst, im Jahr darauf in die Wehrmacht einberufen. Nach Kriegsausbruch kämpfte er an der Front in Frankreich. Beim Krieg gegen die Sowjetunion wurde er im Oktober 1941 so schwer verletzt, dass ihm der linke Unterschenkel amputiert werden musste. Unmittelbar nach Kriegsende trat er am 1. Juli 1945 als Verwaltungsangestellter in den Dienst der Gemeinde Inzell und stieg nach dem Besuch der Verwaltungsschule 1946/47 in den folgenden Jahren bis zum Geschäftsleiter auf.

### Politische Karriere
Anfang der 1950er Jahre begann Schwabl, sich auch auf kommunaler Ebene politisch zu engagieren. 1952 wurde er als Kandidat der SPD erstmals in den Kreistag des Landkreises Traunstein gewählt, dem er bis zu seinem altersbedingten Ausscheiden im Jahr 1990 angehörte. 28 Jahre lang war er Fraktionsführer der SPD, von 1953 bis 1966 sowie von 1984 bis 1990 auch stellvertretender Landrat. Bei den Kommunalwahlen im März 1970 kandidierte er für das Amt des Landrats, unterlag aber knapp mit 49,6 Prozent seinem CSU-Kontrahenten Leonhard Schmucker. Noch im gleichen Jahr zog er als Abgeordneter in den Bayerischen Landtag ein und wurde am 26. Januar 1971 zum Landessportbeirat gewählt. Nach zwei Legislaturperioden verzichtete er auf eine erneute Kandidatur, um sich wieder stärker um die Belange der Gemeinde Inzell kümmern zu können, deren 1. Bürgermeister er von 1966 bis 1990 war. In seine Amtszeit als Bürgermeister fallen zahlreiche infrastrukturelle Maßnahmen wie die Errichtung des Bundesleistungszentrums für Eis- und Rollschnelllauf, der Bau eines Badezentrums und einer neuen Kläranlage, die Ansiedlung der Kritischen Akademie, des Jugendferiendorfes des Bayerischen Landes-Sportverbandes (BLSV) und des Feriendorfes der Deutschen Post, die Sanierung des Krankenhauses, die Gründung der Musikschule sowie der Neubau des Rathauses.

### Förderung des Eisschnelllaufs
Neben seiner politischen Tätigkeit engagierte Schwabl sich auch stets in der Förderung des Breitensports, insbesondere des Eisschnelllaufs. 1959 war er einer der maßgeblichen Initiatoren beim Bau der Trainingsstätte des Deutschen Eissport-Verbandes am Zwingsee. In den Jahren 1963 bis 1965 entstand dort an der Stelle der Natureisbahn mit dem Eisstadion Inzell die erste Eisschnelllauf-Kunsteisbahn der Bundesrepublik. Von 1995 bis 2011 trug das Stadion den Namen Schwabls, seitdem ist der umliegende Campus nach ihm benannt. 1965 war er Gründungspräsident der Deutschen Eisschnelllauf-Gemeinschaft, an deren Spitze er bis 1972 stand. Bei seinem Ausscheiden wurde er zum Ehrenvorsitzenden des Verbandes gewählt.

## Auszeichnungen
Für sein gesellschaftliches Engagement erhielt Schwabl zahlreiche Auszeichnungen:
- Verdienstmedaille für besondere Verdienste um die Kommunale Selbstverwaltung
- Bayerischer Verdienstorden
- Verdienstkreuz 1. Klasse des Bundesverdienstordens
- Verdienstnadel in Gold mit großem Kranz des BLSV
- Goldenes Ehrenzeichen des Bayerischen Eissportverbandes
- Goldener Ehrenring des Landkreises Traunstein
- Ehrenring des Landkreises Traunstein